# Sick Like Me
Sick Like Me è una canzone del gruppo alternative metal statunitense In This Moment, primo singolo estratto dal quinto album in studio, Black Widow.
La canzone è usata nella seconda stagione di Murder in the First, con la band che la esegue durante una scena di inseguimento.

## Genesi del brano
Secondo la cantante Maria Brink, la canzone parla dell'amare qualcuno per chi lo è. Lei disse in un'intervista: «È quando qualcuno ti ama per tutto ciò che sei, ti ama anche per ciò che consideri difetti. È quella visione di persone che sono super eccentriche e contorte, ma sono perfette così perché è chi loro sono. Sono destinati a essere.».

## Video musicale
Il video musicale è stato diretto da Maria Brink e Robert Kley ed è stato pubblicato in anteprima sulla pagina Facebook del gruppo il 20 ottobre 2014. Il video è stato ispirato dalle preformance live della band, con Maria in varie location e costumi e persino esibendosi sul palco con il resto della band.